# أوسكار كوفمان
أوسكار كوفمان (بالألمانية: Oskar Kaufmann)‏ (و. 1873 – 1956 م) هو مهندس معماري من المجر، وألمانيا، توفي في بودابست، عن عمر يناهز 83 عاماً.

## التعليم
تعلم في University of Karlsruhe ‏.